# شارلوت ریفنشتال
 شارلوت ریفنشتال (انگلیسی: Charlotte Riefenstahl؛ زاده ۲۴ مه ۱۸۹۹) یک فیزیک‌دان اهل آلمان است.